# Pseudotrigonidium medium
Pseudotrigonidium medium är en insektsart som beskrevs av Andrej Vasiljevitj Gorochov 1996. Pseudotrigonidium medium ingår i släktet Pseudotrigonidium och familjen syrsor. Inga underarter finns listade i Catalogue of Life.